# Юма (окръг, Аризона)
Вижте пояснителната страница за други значения на Юма.
Окръг Юма (на английски: Yuma County) е окръг в щата Аризона, Съединени американски щати. Площта му е 14 294 km², а населението – 205 631 души (2016). Административен център е град Юма.

## Градове
- Самъртън
- Уелтън